# Pagerandong
Pagerandong is een bestuurslaag in het regentschap Purbalingga van de provincie Midden-Java, Indonesië. Pagerandong telt 1612 inwoners (volkstelling 2010).